# کشتن به‌نام (فیلم)
«کشتن به‌نام» (انگلیسی: Killing in the Name) فیلمی در ژانر مستند است که در سال ۲۰۱۰ منتشر شد. در ۲۵ ژانویه ۲۰۱۱ در هشتاد  سومین دوره جوایز اسکار نامزد دریافت جایزه اسکار بهترین مستند (موضوع کوتاه) شد.

## خلاصه داستان
اشرف الخالد و عروسش در حال جشن گرفتن روزهایی بودند که قرار بود شادترین روز زندگی آنها باشد ، هنگامی که یک بمب گذار انتحاری القاعده وارد عروسی آنها شد و خود را منفجر کرد و هر دو پدرشان را در مقابل چشم آنها کشت. 